# Kikyō (Inu-Yasha)
Pour les articles homonymes, voir Kikyō.
Kikyō est un personnage fictif du manga Inu-Yasha publié par Rumiko Takahashi entre 1997 et 2009.

## Synopsis
Dans le manga, Kikyō est une prêtresse dont la spécialité est le tir à l'arc. Elle est chargée de veiller sur une perle, la perle de Shikon. Un jour, cette perle est volée dans le village et Kikyo se met alors en chasse du voleur. Ce voleur n'est autre qu'Inu-Yasha le personnage principal. Elle parvient à l'immobiliser en lui tirant une flèche qui le plaque contre un arbre et le scelle pour l'éternité. Après cet incident, Kikyō meurt des suites de ses blessures reçues auparavant par le même voleur. 
Ce personnage revient plusieurs fois dans le manga pour se confronter à Inu-Yasha puis à d'autres démons afin de percer le mystère de la perle de Shikon qui fut finalement dérobée malgré le fait qu'elle fut incinérée avec ladite perle.